# VIATIQUE (éducation)
Ne doit pas être confondu avec viatique.
VIATIQUE est le nom d'une plateforme utilisée par les enseignants pour l'évaluation d’élèves et d’étudiants en cours de formation, ainsi que par les responsables et correcteurs pour la gestion d'examens et concours, la correction anonyme et l'archivage de copies. Elle est utilisée dans de nombreux pays par l'AEFE pour la correction du baccalauréat[réf. nécessaire], notamment à Hong-Kong[réf. nécessaire].